# Pakistan na Letnich Igrzyskach Olimpijskich 1988
Pakistan na Letnich Igrzyskach Olimpijskich 1988 reprezentowało 30 zawodników (sami mężczyźni). Był to 10. start reprezentacji Pakistanu na letnich igrzyskach olimpijskich.

## Zdobyte medale
| Medal | Zawodnik          | Dyscyplina | Konkurencja  | Rezultat |
| ----- | ----------------- | ---------- | ------------ | -------- |
| Brąz  | Syed Hussain Shah | boks       | waga średnia |          |

## Skład kadry

### Boks
Mężczyźni
- Abrar Hussain Syed - waga lekkopółśrednia - 9. miejsce
- Syed Hussain Shah - waga średnia - 3. miejsce

### Hokej na trawie
Mężczyźni
- Manzoor Ahmed, Nasir Ali, Qazi Mohib, Amir Zafar, Ishtiaq Ahmed, Naeem Akhtar, Muhammad Qamar Ibrahim, Shahbaz Ahmed, Tariq Sheikh, Zahid Sharif, Khalid Hamid, Khalid Bashir, Naeem Amjad, Tahir Zaman, Musaddiq Hussain - 5. miejsce

### Lekkoatletyka
Mężczyźni
- Muhammad Afzal

100 metrów - odpadł w eliminacjach
200 metrów - odpadł w eliminacjach
- Muhammad Fayyaz - 400 metrów - odpadł w eliminacjach
- Syed Meshaq Rizvi - 800 metrów - odpadł w eliminacjach
- Bashir Ahmad, Muhammad Sadaqat, Muhammad Afzal, Muhammad Fayyaz - 4 × 400 metrów - odpadli w półfinałach

### Tenis stołowy
Mężczyźni
- Farjad Saif - turniej mężczyzn - 25. miejsce

### Zapasy
Mężczyźni
- Muhammad Azeem - waga kogucia, styl dowolny - niesklasyfikowany
- Muhammad Anwar - waga półśrednia, styl dowolny - niesklasyfikowany
- Abdul Majeed - waga lekkociężka, styl dowolny - niesklasyfikowany

### Żeglarstwo
- Javed Rasool, Mamoon Sadiq - klasa 470 mężczyźni - 29. miejsce,